# Malcontenti
I Malcontents (i  Malcontenti), o Politique, erano una fazione della nobiltà francese ai tempi della quinta guerra di religione (1574–1576). Si opposero alla politica di Enrico I di Valois, duca d'Anjou, che era diventato re di Francia con il nome di  Enrico III, e si allearono con gli Ugonotti. Il capo era fratello del re Francesco Ercole di Valois. 
Lo scopo principale dei Malcontent era quello di opporsi alla monarchia assoluta cui ambiva i re.
Non erano contenti (da cui il nome malcontents) del modo in cui il re trattava la nobiltà francese. 
Il movimento dei Malcontent è stato paragonato alla Fronda di 70 anni dopo.

## Membri
Fra i Malcontents vi erano sia cattolici che ugonotti.
I capi erano:
- Francesco Ercole di Valois, cattolico e fratello del re.
- Enrico I di Montmorency, cattolico
- Guillaume de Montmorency-Thoré, cattolico
- Enrico I di Borbone-Condé, protestante
- Enrico di Navarra, protestante e futuro re Enrico IV di Francia
- Giovanni Casimiro di Wittelsbach-Simmern, protestante tedesco sostenitore degli ugonotti in Francia.

## Esito
La cospirazione ebbe successo. Il 6 maggio 1576, re Enrico III di Francia fu obbligato a firmare l'Editto di Beaulieu, perché gli serviva il loro sostegno contro la Lega cattolica comandata da Enrico di Guisa.
| Controllo di autorità | Thesaurus BNCF 74278 · BNF (FR) cb18075600k (data) |